# Širinci
Širinci is een plaats in de gemeente Okučani in de Kroatische provincie Brod-Posavina. De plaats telt 2 inwoners (2001).